# Anei
Anei (japanska: 安永?, an'ei), 16 november 1772–2 april 1781, är en period i den japanska tideräkningen. Perioden inleddes för att fira kejsar Go-Momozonos (1741–1762) trontillträde och avslutades strax efter att kejsar Kōkaku bestigit tronen.
Namnet är hämtat från ett citat ur en essäsamling av den kinesiska 500-talsprinsen Xiao Tong, och kan läsas som "evig fred".
Carl Peter Thunberg anländer till Japan i anei 4 (1775).